# 圆叶柴胡
圆叶柴胡是伞形科柴胡属的模式种，分布于欧洲、北非、西亚、中亚。种加词意思是“圆叶的”。